# Муртыш-Тамак (Сармановский район)
Муртыш-Тамак — село в Сармановском районе Татарстана. Административный центр Муртыш-Тамакского сельского поселения.

## География
Находится в восточной части Татарстана на расстоянии приблизительно 2 км на юг-юго-восток по прямой от районного центра села Сарманово у речки Мензеля.

## История
Известно с 1735 года. До 1860-х годов часть жителей учитывалась как башкиры и тептяри. В начале XX века упоминалось о наличии мечети и мектеба.
В «Списке населенных мест по сведениям 1870 года», изданном в 1877 году, населённый пункт упомянут как деревня Муртыш-Тамак 2-го стана Мензелинского уезда Уфимской губернии. Располагалась при речках Мензеле и Мурташе, по левую сторону коммерческого тракта из Бирска в Мамадыш, в 64 верстах от уездного города Мензелинска и в 20 верстах от становой квартиры в селе Александровское (Кармалы). В деревне, в 144 дворах жили 861 человек (420 мужчин и 441 женщина, башкиры, татары), были мечеть, училище, 2 водяные мельницы. Жители занимались земледелием, скотоводством.
По сведениям переписи 1897 года, в деревне Муртыш-Тамак Мензелинского уезда Уфимской губернии жили 1173 человека (586 мужчин и 587 женщин), из них 1168 мусульман.

## Население
Постоянных жителей было: в 1816—110, в 1870—861, в 1897—1173, в 1913—1599, в 1920—1417, в 1926—1271, в 1938—950, в 1949—721, в 1958—510, в 1970—629, в 1979—604, в 1989—537, 506 в 2002 году (татары 98 %), 468 в 2010.